# Ong Long
Koning Somdetch Brhat Chao Maha Sri Ungalankaya Chandapuri Chandrapuri Sri Sadhana Kanayudha, beter bekend onder de naam Ong Long, volgde koning Sai Setthathirat II op als tweede koning van het koninkrijk Vientiane in 1730. Bij geboorte had hij de naam prins Ungalankaya en hij was de eerste zoon van koning Sai Setthathirat II. Ong Long werd gekroond op de dag van de volle maan in de 6e maand van het jaar van de hond (1730), hij stierf in 1767. Ong Long werd opgevolgd door zijn jongere broer Ong Boun.
Voor zover bekend had hij geen kinderen.